# Pontoglio
Pontoglio là một đô thị thuộc tỉnh Brescia trong vùng Lombardia ở Ý. Đô thị này có diện tích 11 km², dân số thời điểm 31 tháng 12 năm 2004 là 6482 người.
Đô thị này giáp với các đô thị sau: Chiari, Cividate al Piano, Palazzolo sull'Oglio, Palosco, Urago d'Oglio.